# Baron Gautsch
Baron Gautsch byl rakouský pasažerský parník, potopený 13. srpna 1914 na rakouské mině. Pojmenován byl po rakouském ministerském předsedovi baronu Paulu Gautschovi von Frankenthurn.

## Konstrukce
Postaven byl v loděnici Gourlay Brothers & Company v Dundee ve Skotsku v roce 1908 jako zakázka pro rakouskou pobočku společnosti Lloyd. Byl vybaven třemi kotli vytápěnými olejem se třemi parními stroji pohánějícími tři šrouby.

## Služba
Od 16. června 1908 byl parník nasazen na lince podél Dalmácie. 27. července 1914 si parník pronajalo rakousko-uherské válečné loďstvo, které jej využilo na přepravu posil do Boky Kotorské. Při zpáteční cestě pak evakuoval civilní obyvatelstvo do Istrie. Při této službě vykonal čtyři cesty a přepravil 2 855 osob. 11. srpna 1914 byl navrácen společnosti Lloyd.

## Potopení
Po svém navrácení vyplul Baron Gautsch z Kotoru zpět do Terstu. Na palubu vzal uprchlíky z Bosny a Hercegoviny a také turisty z dalmatských ostrovů. Před odplutím byl druhý důstojník Tenze instruován ohledně minových polí, které začalo námořnictvo klást na obranu dalmátského pobřeží. 13. srpna 1914 opustila loď v 11 hodin přístav Veli Lošinj a zamířila do Puly. Sedm námořních mil před Brionskými ostrovy vplula v 14.50 plnou rychlostí do minového pole, právě položeného minonoskou SMS Basilisk. Ta zde byla stále přítomna a dokonce vyslala varovný signál, bylo však již pozdě. Parník najel na minu, která udělala na levoboku Barona Gautsche velkou díru. Potopil se během šesti minut, přičemž se zachránilo 159 lidí a 245 lidí nepřežilo. Kapitán Winter a jeho první důstojník Luppis (oba přežili, druhý důstojník Tenze spáchal sebevraždu) byli zažalováni za nedbalost při výkonu služby a bylo jim uděleno domácí vězení. Jejich kariéru však potopení Barona Gautsche příliš nepoznamenalo, neboť dále sloužili jako kapitáni zámořských lodí u společnosti Lloyd. Ta poškozeným po prvotní neochotě vyplatila 200 tisíc korun.